# Pansori

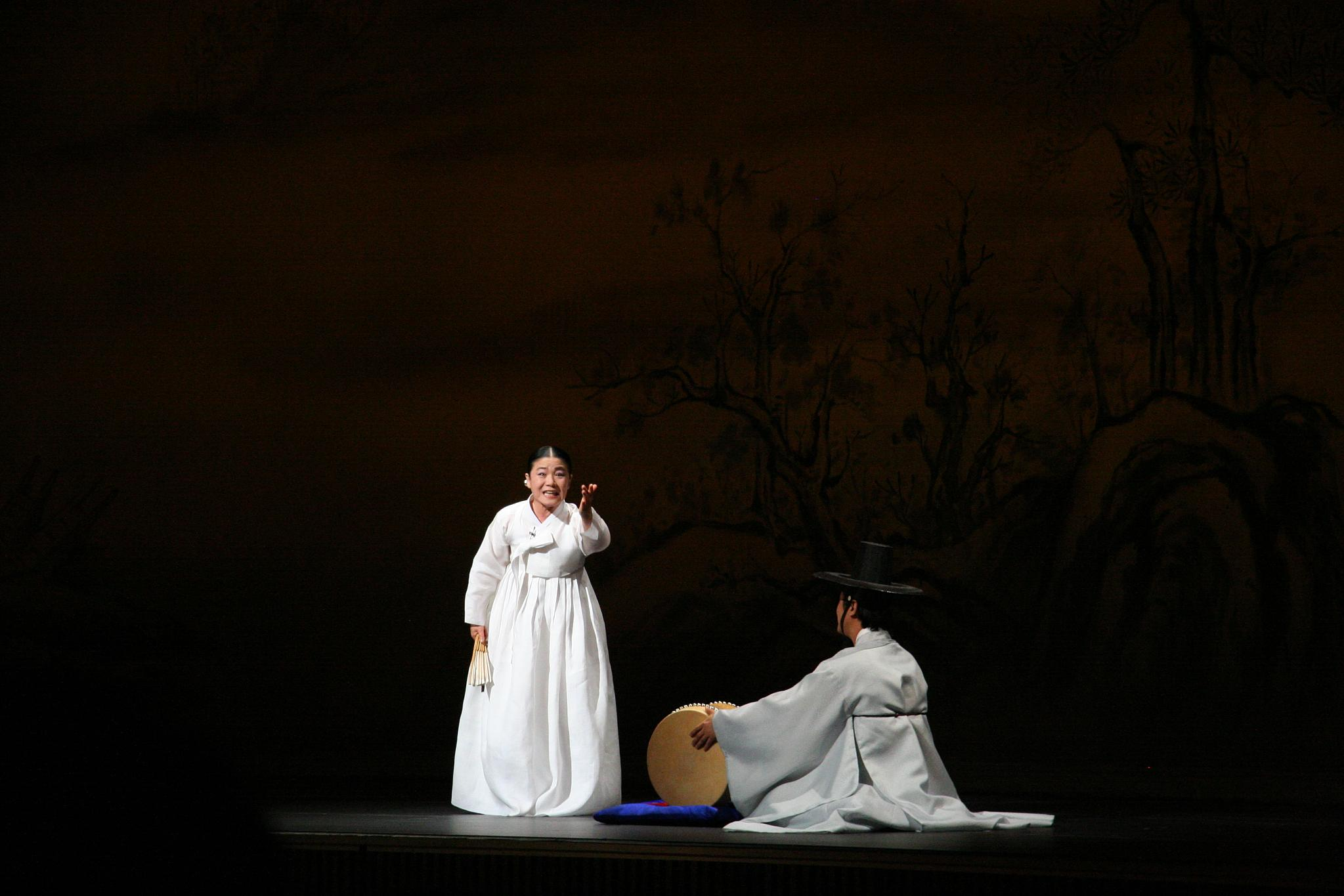
Pansori

Pansori heeft een bijzondere betekenis binnen de volksmuziek van Korea. Het is een lang episch gezang, waarbij de zanger begeleid wordt door een muzikant met trommel. 
Pansori staat bekend als one-man opera vanwege de bijzondere felle gelaatsuitdrukkingen en gebaren. Pansori kan worden omschreven als theater van het verhaal' , pan en sori kan vertaald worden met geluid voor groepen mensen op een bepaalde plek. 
Pansori komt uit Gyeongsan en Jeolla, waarschijnlijk gaat het terug tot de tiende eeuw. De ruwe vocale stijl is typisch voor Pansori. De Pansori-zangers behoorden net als sjamanen, slagers en rondtrekkende kunstenaars tot de laagste klasse van de samenleving. Dit veranderde geleidelijk en in de late negentiende eeuw werd Pansori niet alleen op de markt in een dorp opgevoerd, maar ook in adellijke en koninklijke huizen.
De Pansori artieste, kwangdae, zingt met een waaier in haar hand. De waaier wordt bewogen om de bewegingen van de danser te begeleiden en wordt uitgevouwen om de overgang naar een andere scene aan te geven. De gosu zorgt voor begeleiding met percussie, maar ook door verbale geluiden (chuimsae). Ook van het publiek wordt chuimsae verwacht tijdens het optreden, vergelijkbaar met olé tijdens flamencooptredens (waarbij ook een waaier gebruikt wordt).
Pansori is sinds 2003 geplaatst op de Lijst van Meesterwerken van het Orale en Immateriële Erfgoed van de Mensheid.

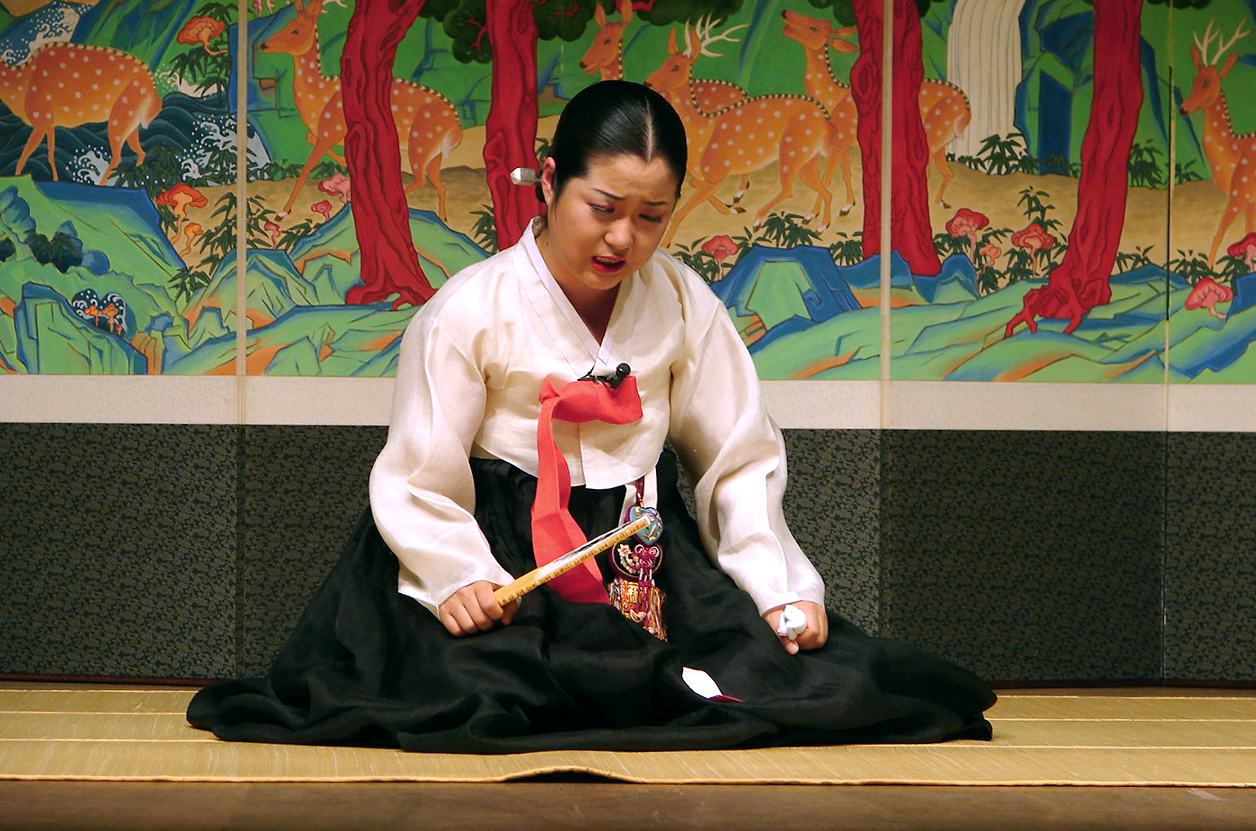
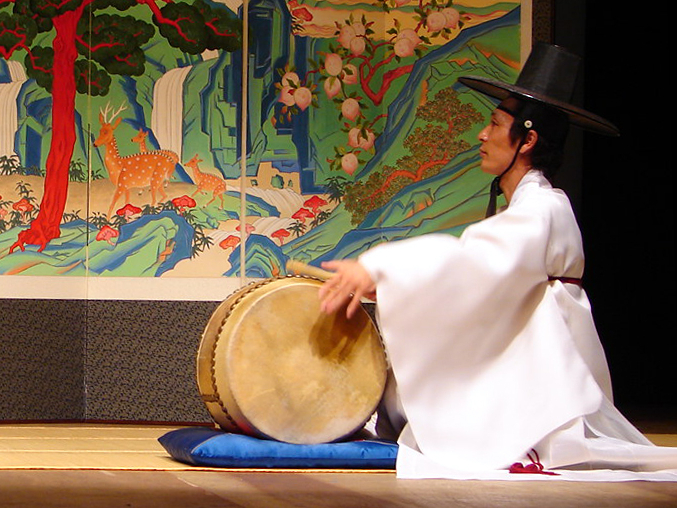
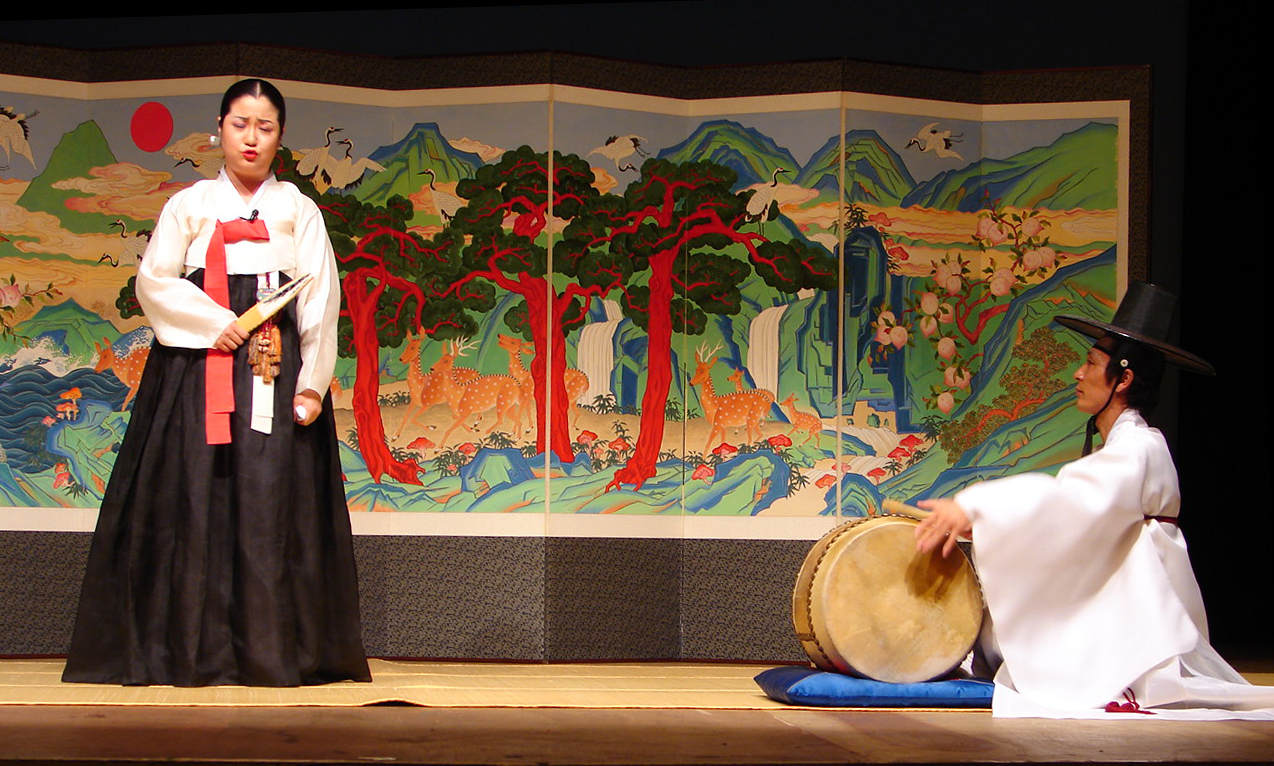
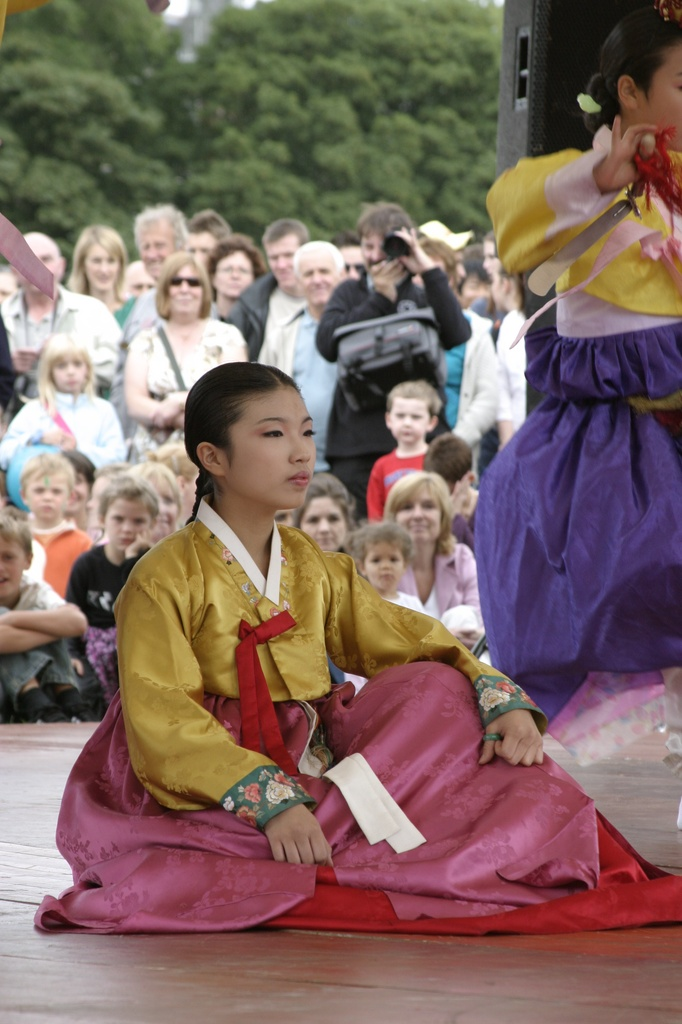